# Park stanowy Black Moshannon
Park stanowy Black Moshannon – park stanowy o powierzchni 1374 ha, zlokalizowany w hrabstwie Centre w Pensylwanii, w Stanach Zjednoczonych. Otacza Czarne Jezioro Moshannon (Black Moshannon Lake), powstałe w wyniku wybudowania zapory wodnej na rzece Black Moshannon Creek, będącej dopływem rzeki Moshannon Creek. Od nazwy tej rzeki pochodzi nazwa parku i jeziora. Zlokalizowany na zachód od pasma górskiego Allegheny, 14 kilometrów od miejscowości Philipsburg. Większość obszaru parku otacza Stanowy Las Moshannon (Moshannon State Forest). Bagno znajdujące się w parku to naturalne środowisko dla wielu zwierząt i roślin. Flora obejmuje rośliny mięsożerne, storczyki i gatunki mokradłowe, zazwyczaj występujące bardziej na północ, m.in. turzyce, wełnianki i krzewinki z rodziny wrzosowatych. Największy teren podmokły w Pensylwanii, został umieszczony przez Biuro Parków Pensylwanii (Pennsylvania Bureau of Parks) na liście „Dwudziestu Parków Stanowych, które trzeba zobaczyć”.
Teren Parku od dawna wykorzystywany jest do celów przemysłowych, zarobkowych i rekreacyjnych. Senekowie łowili tutaj ryby i polowali. Osadnicy z Europy przystosowali część terenów pod uprawy rolne, wycinając ogromne połacie lasu pierwotnego sosny wejmutki i choiny kanadyjskiej w celu zaspokojenia potrzeb obywateli pod koniec pierwszej dekady XIX wieku. Park powstał na terenach w dużej mierze zniszczonych przez pożary już po erze ścinania pierwotnego lasu. Lasy zostały odnowione przez Cywilny Korpus Rezerwatowy (Civilian Conservation Corps) podczas wielkiego kryzysu w latach 30. XX wieku. Wiele budynków wybudowanych wtedy przez Korpus stoi w Parku do dzisiaj; są one wpisane do Krajowego Rejestru Miejsc Historycznych (National Register of Historic Places) w trzech historycznych dzielnicach.
Tereny Parku przez cały rok są udostępnione do celów rekreacyjnych; znajduje się tam rozległa sieć szlaków pieszych i rowerowych, można też podziwiać bagienne tereny Parku. Na jego terenie znajduje się Ważny Ptasi Obszar nr 33 (Important Bird Area #33); odnotowano tam występowanie 175 różnych gatunków ptaków. Jest siedliskiem dla wielu gatunków roślin i zwierząt ze względu na swoje położenie na płaskowyżu Allegheny; jezioro położone jest na wysokości 580 m n.p.m. Duży obszar Parku jest udostępniony dla myśliwych; na jeziorze i w zatoczce można łowić ryby, żeglować i pływać. W zimie popularne na tym obszarze są biegi narciarskie; w latach 1967-1982 znajdowała się tu także narciarska trasa zjazdowa. Dużo ludzi przyjeżdża tu na pikniki i campingi; czynnie działa Grupa Przyjaciół Parku stanowego Black Moshannon (Friends of Black Moshannon State Park), która promuje Park i wszystkie zajęcia rekreacyjne z nim związane.

## Historia

### Rdzenni Amerykanie

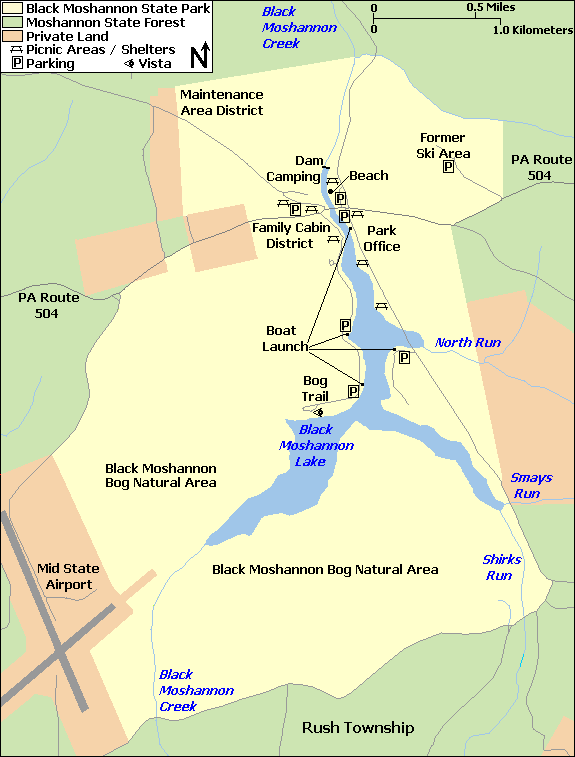
Jezioro, zatoczka oraz Park stanowy Black Moshannon

Ludzie zamieszkiwali tereny dzisiejszej Pensylwanii już 10 000 lat p.n.e. Pierwsi osadnicy byli koczowniczymi myśliwymi znanymi głównie z wyrabianych przez siebie narzędzi kamiennych. Ludy zbieracko-łowieckie z okresu archaicznego, trwającego na tych terenach od 7 000 r. p.n.e. do 1 000 r. p.n.e., używały bardziej wyrafinowanych i różnorodnych kamiennych artefaktów. Okres leśniczy, trwający od 1 000 r. p.n.e. do 1 500 r. n.e, charakteryzował się stopniowym odejściem od koczowniczego trybu życia i zakładaniem wiosek, a także rozwojem ogrodnictwa i upraw. Archeologiczne znaleziska pochodzące z tych czasów to przede wszystkim wiele rodzajów wyrobów ceramicznych, tumulusy, łuki, strzały i wyroby ozdobne.
Zatoka Black Moshannon znajduje się w dorzeczu rzeki West Branch Susquehanna, którego pierwszymi mieszkańcami byli członkowie irokeskiego plemienia Susquehannocks. Było to społeczeństwo matriarchalne, żyjące w długich domach otoczonych palisadami. Członkowie plemienia zostali zdziesiątkowani przez choroby i wojnę z pięcioma plemionami Irokezów. Do 1675 roku plemię przestało istnieć; część jego członków zmarła, część wyemigrowała, a część została wcielona do innych plemion.
Po tych wydarzeniach tereny dorzecza były pod całkowitą kontrolą Irokezów. Mieszkali oni w długich domach, głównie na terenach dzisiejszego Nowego Jorku; utworzyli silną konfederację, dzięki której mogli kontrolować swe terytorium. Aby zasiedlić opustoszałe po upadku plemienia Susquehannocks tereny dorzecza, przesiedlono ze wschodu część plemion irokeskich, w tym delawarów.
Plemię Seneków, jako członek konfederacji Irokezów, osiedliło się w pobliżu jeziora; żyło tam wówczas dużo bobrów. Wraz z innymi plemionami, w tym także delawarami, żyli na tych terenach - polowali, łowili ryby i handlowali w tym regionie. Wielka Ścieżka Shamokin (Great Shamokin Path), ówczesna główna droga łącząca dorzecza rzek Susquehanna i Allegheny, przechodzi przez zatoczkę w brodzie kilka mil w dół rzeki od terenów Parku; na nich samych nie odkryto jednak żadnych szlaków rdzennej ludności. Na długości 1,6 kilometra przez park przebiega Indiański Szlak, wykorzystywany do wycieczek pieszych i narciarstwa biegowego; przypomina on nieco historyczne szlaki tubylców, gdyż znajduje się w lesie; rosną tam dęby i sosny, występują także polany oraz głogi w zagajnikach.
Podczas wojny o panowanie w Ameryce Północnej (1754–1763) wielu rdzennych Amerykanów wyemigrowało na zachód do dorzecza rzeki Ohio. 5 listopada 1768 r. Brytyjczycy „nabyli” od Irokezów na mocy traktatu o Fort Stanwix, teren, który obecnie jest parkiem stanowym Black Moshannon. Po wojnie o niepodległość Stanów Zjednoczonych rdzenni Amerykanie prawie całkowicie opuścili Pensylwanię.
Chociaż w Parku Stanowym Black Moshannon nie ma znanych stanowisk archeologicznych, nazwa Moshannon pochodzi od terminu Lenape (Delawarowie) oznaczającego Moshannon i Black Moshannon Creeks, co oznacza „miejsce nad rzeką łosia”. Nazwa „Black Moshannon” odnosi się do ciemnego koloru wody, będącego wynikiem garbników roślinnych (taniny) z tutejszej roślinności i torfowiska.